# 이중 협주곡 (슈트라우스)
이중협주곡 바장조 AV.147은 리하르트 슈트라우스가 만년에 작곡한 클라리넷과 바순을 위한 협주곡이다.

## 개요
리하르트 슈트라우스의 생애에서 1943년 이후의 창작기를 'Indian Summer'(인디언 썸머, 늦가을에 잠시 나타나는 화창한 날씨)로 부르기도 한다. 이는 인생의 만년에 찾아드는 안정된 한 시기를 가리키는 말로, 이때 호른 협주곡 2번 내림마장조(1942), 16관현악을 위한 소나티네 1번 ‘노인의 작업실에서’(1943), 16관현악을 위한 소나티네 2번 ‘기쁨에 찬 작업실’(1944~1945), 오보에 협주곡(1945), 그리고 이 〈이중협주곡〉이 1947년에 쓰였다. 이들 작품은 편성과 형식이 모두 다름에도 불구하고, 각 작품 상호간에는 어떤 종류의 밀접한 관현성이 있는 것처럼 생각된다. 그렇다고 해서 소재와 기법에 공통성이 있다는 것에서 일관성을 볼 수 있다. 다분히 실내악적 기법의 경향을 볼 수 있고, 절약된 소자와 그 처리의 소박함이 뛰어나다. 그런데 〈이중협주곡〉은 앞서 말한 작품군 중에서 형식적 양상이 가장 이색적인 것이고, 동시에 그의 기악곡의 실질적인 최후 작품이 된다는 사실이 특히 중요한 의미를 갖고 있다. 작품의 정식명칭은 〈현악 오케스트라와 하프를 동반한 독주 클라리넷과 바순을 위한 이중 소협주곡〉으로, 연속한 3개의 악장으로 되어 있다. 이 곡의 큰 틍징은 관현악 부분이 이른바 콘체르티노와 리피에노로 나뉘지는 점에 있다. 즉 현악5중주부와 5부합주부로 되어 있다. 근대적인 화성의 울림과 고전적인 텍스처, 그리고 바로크풍의 합주 협주곡의 분위기를 겸비한 흥미 있는 작품이다.

## 작곡
루가노의 스위스=이탈리아 방송 관현악단의 의뢰로 같은 방송의 소편성 관현악단을 위해서 작곡했으며, 1947년 가을부터 창작에 착수하여 같은 해 11월 29일에 스케치를 끝내고, 12월 26일에 전악장을 완성했다. 작곡당시 안데르센의 동화집에 영감을 얻어 썼다. 그 중 동화 ‘미녀와 야수’에 기반하여 작곡되었으리라 추측된다. 초연은 1948년 4월 4일. 스위스=이탈리아 방송 관현악단을 우마 누시오(Oumar Nussio)가 지휘, 클라리넷 독주는 알만도 바질레(Almando Basile), 바순 독주는 브루노 베르가마스키(Bruno Bergamaschi) 곡은 1948년에 영국의 부시 & 호크사에서 피아노 반주판으로 출판되었다. 여기에는 슈트라우스의 옛친구인 빈 필의 명 바순주자 휴고 부르크하우저(Hugo Burghasuser) 교수에게 보내는 헌정사가 붙어 있는데, 1949년에 같은 출판사에서 출판한 관현악 악보에는 헌정사가 없다.

## 해설
이 곡에는 슈트라우스가 크라우스와 부르크하우저에게 말했다는 표제음악적 내용이 종종 문제가 되는 것이 있다. 그러나 실제로 창작에 들어가고 나서는 그러한 구상은 파기되고 순수한 기악곡으로 성립시켰다. 그 표제도 확실한 것은 아닌 것같고, 전해지는 것에 따르면 모두 안데르센 동화에 기초하고 있다는 점에서 공통되고 있다. 예를 들면 ‘돼지몰이꾼’, ‘공주와 거지’, ‘공주와 곰’으로 공주를 클라리넷으로, 최종적으로 왕자의 모습으로 되돌아오는 돼지몰이꾼과 거지, 공주와 춤추려는 곰을 바순이 맡게한다는 구상이었던것 같다. 결국 그들은 춤을 추고 곰은 왕자로 변한다는 등의 내용이다. 각 악장의 내용은 1악장은 공주가 곰을 두려워하고 곰은 삶에 대한 갈망을 드러낸다. 2악장은 사랑에 빠진 둘의 모습이 그려지는데 바순의 어둡지만 호소력있는 연주가 고민하는 곰의 내면을 잘 표현한다. 3악장은 행복한 결말을 향해 전개되는 이야기가 잘 펼쳐진다. 3개의 악장이 연결되어 있고, 전체 573마디로 되어 있지만, 악장의 분할은 명확하게 이루어져 있다. 1악장(147마디까지), 2악장(148~211마디), 3악장(212~573마디)으로 되어 있다.

## 악기편성
독주 클라리넷, 독주 바순, 하프, 현5부

## 연주시간
- 약 18분 ~ 20분

## 구성

### 제1악장
알레그로 모데라토 바장조 4/4박자. 현악 합주 중에 이 곡 전체를 지배하는 주요 모티브 A가 가장조 으뜸화음처럼 제시된다. 즉 바장조의 병행조의 딸림화음에서의 시작이다. 비올라 섹션을 2부로 나눈 현악6중주의 형태로 이 주요 모티브가 캐논풍으로 나타나고, 바장조로 묵어지면서 다시 하나의 부차 모티브B에 도달한다. 현악부가 모티브B에서 발전해 가는 가운데 클라리넷이 A의 리음을 이용한 긴 주제부를 연주하기 시작한다. 이 주제가 바장조로 끝나면 바순이 바순이 저음역에서 장식음을 동반한 상승음계를 싱켜페이션 리듬으로 연주하기 시작한다. 조성은 현악부의 화성으로 봐서 사단조의 느낌이 짙다. 이 중단될 때가 많은 바순의 주제에 메끄로운 클라리넷 음형이 더해지고, 또 중주 현악부의 셋잇단음표를 중심으로 한 반주 음형이 더해져서 폴리포닉한 발전을 보인다. 악장 중간부에 해당하는 곳에서 반주 오케스트라 중에서 특히 비올라와 첼로가 솔로로 나타나고, 목관과의 사이에서 멋진 4중주적 전개를 펼친다. 클라이맥스가 이뤄진 후에 운 포고 마에스토소로 현악 오케스트라가 두툼한 화성으로 당당한 악구를 끼워 넣는다. 제130마디에서 ‘유려하게 미끄러지듯이’로 되면, 하프의 화음도 더해지고, 클라리넷이 제1주제를 변형을 가장조로 가지고 와서 최후의 전개를 보인다. 이 클라리넷에는 독주 바이올린이 유니즌으로 더해저 잇고, 바순은 짧은 주석 악구를 부여하고 있을 뿐이다.

### 제2악장
안단테 가장조 3/4박자. 클라리넷 주제였던 앞 악장과는 대조적으로 여기에서는 바순에 중점을 두고 있다. 현5부와 하프가 연주하는 트레몰로 화음 중에서 조용하게 바순이 서정적인 독백을 펼쳐간다. 이 노래 중에서도 A를 들을 수 있을 것이다. 마침내 독주 첼로와 유니즌을 이루고, 조용한 정열에 강력함이 더해져서 상행 음형을 중심으로 발전 조짐을 보이면, 클라리넷이 하행 음형에서 이것에 응답하고, 반행적인 번갈아 하기가 계속된다. 독주 바이올린이 A를 4회 강조하면, 바순이 이것을 계속하며 새로운 발전을 보인다. 이때 클라리넷은 16분음표로 펼침화음적 상하행을 반복하면서 오블리가토를 주고있고. 그러나 마침내 바순의 음형에 영향을 받아 하나의 선으로 모아져 간다. 과지 카덴차로 지시된 198마디에서는 짧으면서도 이 악장의 코다의 역할을 다하고 있다. 바순, 클라리넷의 순서로 번갈아 짧은 악구를 주고받고, 최종적으로는 고음역에서 6잇단음표로 내려오는 클라리넷의 음형을 바순이 계속하고, 조용하게 다장조(다음 악장의 딸림조에서의 반종지)로 침착하게 이 악장을 끝낸다.

### 제3악장
론도 알레그로 마 논 트로포 바장조 6/8박자. 이 악장에서는 2개의 독주 악기가 마침내 대등한 입장에서 대화적으로 음악을 만들어간다. A의 반행형을 바순이 연주하며 시작된다. 이 서두 4마디에서 제시되는 소재가 악장을 완전히 지배하고 잇고, 부차적인 소재도 모두 여기에서 파생해 간다. 다만 322마디에서 목관의 옥타브 중주로 제시되는 쿠플레 주제는 약간 분위기가 다르다. 그러나 이 주제도 후반에서는 A 및 B에 유래하는 음형으로 묶어져 있다. 클라리넷과 바순의 유니즌으로 연주되는 긴 노래를 하프가 중단이 많은 상행 펼침화음으로 유지하고, 현악부는 집요하게 A와 3악장 서두의 론도 주제의 부분 모티브를 이용한 음형을 반복해 간다. 이상의 요소에 더해서 427마디에서는 바순으로 B에서 유래하는 명확한 음형도 가하고, 한층 더 폴리포닉한 텍스처를 나타내면서 계속 발전해 간다. 론도 주제부와 쿠플레 주제부가 번갈아 나타나 이 악장을 만들고 있다. 480마디 이후의 종결부에서는 클라리넷과 바순이 대등하게 취급되고, 캐논풍으로 번갈아 가면서 서로 점점 다가가 먼저 리듬이 일치되고, 마지막은 유니즌으로 되어 관현악와 함께 힘차게 모티브A를 반복하면서 강주(强奏) 가운데 곡이 끝난다.

## 참고 문헌
- 《작곡가별 명곡해설 라이브러리》 22권 '슈트라우스' 〈음악지우사〉 (音樂世界)